# Valmet RM 2
Valmet RM 2 — финский односторонний моторный четырёхосный высокопольный трамвайный вагон. Разработан компаниями Tampella и Stromberg Oy. Выпускался на Valtion lentokonetehdas в 1956 году. Трамваи этой модели использовались только в городе Турку.

## Описание конструкции
Трамваи этой модели были короче и уже, чем Valmet RM 1, строившиеся для Хельсинки. Также у вагонов отсутствовала средняя дверь. Тележки были сконструированы компанией Tampella, компания Stromberg разработала электрооборудование. За счёт конструкции тележек и подрезиненных колёс трамвай имел очень тихий ход, из-за чего получил прозвище «вагон-призрак» (фин. «Aavevaunut»). В вагоне RM 2 сиденья располагались в ряд по 1 с каждой стороны (в RM 1 —справа по 1, слева — по 2) для увеличения вместительности.
В начале 1950-х, когда были заказаны вагоны RM 2, в администрации Турку решался вопрос о том, необходимо ли расширять трамвайную систему скоростными трамвайными линиями в пригороды или следует её закрыть. Дизайн вагонов был оптимизирован для использования на линиях скоростного трамвая с максимальной скоростью движения 90 км/ч. Ко времени поставки вагонов в город (1956 год) планы строительства скоростных линий были отложены (за исключением продления маршрута №2, достроенного в тот же год). Таким образом вагоны RM 2 никогда не использовались с той целью, для которой были оптимизированы.
Все вагоны RM 2 были оборудованы сцепками для использования с прицепными вагонами. В 1958 году в мастерских транспортного управления Турку был построен четырёхосный прицепной вагон, получивший номер 141. В отличие от эксплуатировавшийся двухосных прицепных вагонов, новый вагон был оснащён сцепкой Шарфенберга. Вагон №48 был оснащён такой же сцепкой и эксплуатировался с прицепным сначала на маршруте №2, затем на маршруте №1 в час пик.

## История
С момента поставки вагонов в 1956 году они использовались на всех маршрутах, но вскоре выяснилось, что RM 2 слишком длинные, чтобы 2 встречных вагона могли одновременно проходить некоторые кривые на пути маршрута №3, после чего они стали обслуживать только первые 2 маршрута.
Использование вагонов RM 2 было недолгим. В 1967 году был отменён маршрут №1, вагоны этой модели стали обслуживать только маршрут №2. В 1971 был закрыт маршрут №3A, в связи с чем появилась возможность использовать RM 2 на маршруте №3, но ею не воспользовались. Вагоны RM 2 были отставлены от работы 1 июня 1972 года, когда был отменён маршрут №2. Трамвайное движение в Турку полностью остановилось через 4 месяца.

## Судьба вагонов после списания
Транспортное управление Турку вела переговоры с несколькими операторами трамвайных сетей, в том числе с транспортным управлением региона Хельсинки (HSL) — единственным оставшимся оператором трамвайной сети в Финляндии. Так как RM 2 были уже вагонов, используемых в Хельсинки, их пришлось бы расширять. Кроме того, в Хельсинки в период с 1973 по 1975 год ожидалась поставка 40 современных сочленённых трамваев, в связи с чем HSL не было заинтересовано в покупке трамваев устаревшей модели.
Покупатель так и не был найден, трамваи было решено продать на металлолом. 5 вагонов были проданы Limon romuliike, где были порезаны. Остальные 3 вагона были проданы для сохранения. Вагон №52 был куплен обществом финской морской миссии, №53 — финским трамвайным обществом, №55 — технологическим музеем Хельсинки. Все 3 вагона выставлялись на открытом воздухе и к 1980-м были разрушены. Таким образом, ни одного вагона модели Valmet RM 2 до наших дней не сохранилось.